# Giải vô địch bóng đá nữ U-20 Bắc, Trung Mỹ và Caribe 2010
Giải vô địch bóng đá nữ U-20 Bắc, Trung Mỹ và Caribe 2010 diễn ra tại Guatemala từ 20 tháng 1 tới 30 tháng 1 năm 2010. Ba đội tuyển đứng đầu đại diện cho khu vực Bắc, Trung Mỹ và Caribe tham dự Giải vô địch bóng đá nữ U-20 thế giới 2010.

## Vòng một
Hai đội đầu mỗi bảng lọt vào vòng đấu loại trực tiếp.

### Bảng A
| Đội        | Tr | T | H | B | BT | BB | HS | Đ |
| ---------- | -- | - | - | - | -- | -- | -- | - |
| Canada     | 3  | 3 | 0 | 0 | 6  | 1  | +5 | 9 |
| Costa Rica | 3  | 2 | 0 | 1 | 6  | 2  | +4 | 6 |
| Guatemala  | 3  | 1 | 0 | 2 | 3  | 7  | −4 | 3 |
| Cuba       | 3  | 0 | 0 | 3 | 2  | 7  | −5 | 0 |

| Canada   | 1–0      | Costa Rica |
| -------- | -------- | ---------- |
| Leon 28' | Chi tiết |            |

| Guatemala        | 2–1      | Cuba         |
| ---------------- | -------- | ------------ |
| Martínez 7', 45' | Chi tiết | Gallardo 61' |

| Cuba | 0–2      | Canada                       |
| ---- | -------- | ---------------------------- |
|      | Chi tiết | Stewart 59' · Richardson 87' |

| Guatemala | 0–3      | Costa Rica                                   |
| --------- | -------- | -------------------------------------------- |
|           | Chi tiết | Ugalde 35' · Alvarado 39' · Rodríguez C. 59' |

| Costa Rica                                | 3–1      | Cuba         |
| ----------------------------------------- | -------- | ------------ |
| Rodríguez V. 18' · Cruz 43' · Aguilar 82' | Chi tiết | Martinez 21' |

| Guatemala  | 1–3      | Canada                                                 |
| ---------- | -------- | ------------------------------------------------------ |
| Brooks 55' | Chi tiết | Leon 14' · Legault-Cordisco 26' (ph.đ.) · McCarthy 38' |

### Bảng B
| Đội                | Tr | T | H | B | BT | BB | HS  | Đ |
| ------------------ | -- | - | - | - | -- | -- | --- | - |
| Hoa Kỳ             | 3  | 3 | 0 | 0 | 11 | 1  | +11 | 9 |
| México             | 3  | 2 | 0 | 1 | 5  | 3  | +2  | 6 |
| Trinidad và Tobago | 3  | 1 | 0 | 2 | 2  | 6  | −4  | 3 |
| Jamaica            | 3  | 0 | 0 | 3 | 0  | 9  | −9  | 0 |

| Trinidad và Tobago | 1–2      | México                  |
| ------------------ | -------- | ----------------------- |
| Saint Louis 1'     | Chi tiết | Godoy 45' · Lagunas 81' |

| Jamaica | 0–6      | Hoa Kỳ                                                     |
| ------- | -------- | ---------------------------------------------------------- |
|         | Chi tiết | Nairn 9', 71' · Leroux 25', 35' · Noyola 48' · McCarty 83' |

| México                 | 2–0      | Jamaica |
| ---------------------- | -------- | ------- |
| Corral 45' · Godoy 47' | Chi tiết |         |

| Trinidad và Tobago | 0–4      | Hoa Kỳ                                       |
| ------------------ | -------- | -------------------------------------------- |
|                    | Chi tiết | Marlborough 4' · Mewis 22' · Leroux 36', 45' |

| Jamaica | 0–1      | Trinidad và Tobago |
| ------- | -------- | ------------------ |
|         | Chi tiết | Seaton 65'         |

| Hoa Kỳ                     | 2–1      | México             |
| -------------------------- | -------- | ------------------ |
| DiMartino 14' · Leroux 64' | Chi tiết | 90+1' Garciamendez |

## Vòng đấu loại trực tiếp
|  | Bán kết         | Bán kết |               |   | Chung kết | Chung kết |
|  |                 |         |               |   |           |           |
|  | 28 tháng 1      |         |               |   |           |           |
|  |                 |         |               |   |           |           |
|  | Hoa Kỳ          | 2       |               |   |           |           |
|  | Hoa Kỳ          | 2       | 30 tháng 1    |   |           |           |
|  | Costa Rica      | 1       |               |   |           |           |
|  | Costa Rica      | 1       | Hoa Kỳ        | 1 |           |           |
|  | 28 tháng 1      |         | Hoa Kỳ        | 1 |           |           |
|  |                 | México  | 0             |   |           |           |
|  | Canada          | México  | 0             | 0 |           |           |
|  | Canada          |         |               | 0 |           |           |
|  | México (a.e.t.) | 1       |               |   |           |           |
|  | México (a.e.t.) | 1       | Tranh hạng ba |   |           |           |
|  |                 |         |               |   |           |           |
|  | 30 tháng 1      |         |               |   |           |           |
|  |                 |         |               |   |           |           |
|  | Costa Rica      | 1       |               |   |           |           |
|  | Costa Rica      | 1       |               |   |           |           |
|  | Canada          | 0       |               |   |           |           |

### Bán kết
| Hoa Kỳ                 | 2–1      | Costa Rica       |
| ---------------------- | -------- | ---------------- |
| Mewis 60' · Noyola 71' | Chi tiết | Rodríguez C. 77' |

| Canada | 0 – 1 (s.h.p.) | México      |
| ------ | -------------- | ----------- |
|        | Chi tiết       | Corral 104' |

### Tranh hạng ba
| Canada | 0–1      | Costa Rica   |
| ------ | -------- | ------------ |
|        | Chi tiết | Alvarado 19' |

### Chung kết
| Hoa Kỳ     | 1–0      | México |
| ---------- | -------- | ------ |
| Leroux 87' | Chi tiết |        |